# 1977
| 1977                                                         |
| ------------------------------------------------------------ |
| Dødsfald - Fødsler                                           |
| • Begivenheder • Film • Litteratur • Musik • Politik • Sport |

| Gregoriansk kalender | 1977 MCMLXXVII          |
| Ab urbe condita      | 2730                    |
| Armensk kalender     | 1426 ԹՎ ՌՆԻԶ            |
| Kinesiske kalender   | 4673 – 4674 丙辰 – 丁巳 |
| Etiopisk kalender    | 1969 – 1970             |
| Jødisk kalender      | 5737 – 5738             |
| Hindukalendere       |                         |
| - Vikram Samvat      | 2032 – 2033             |
| - Shaka Samvat       | 1899 – 1900             |
| - Kali Yuga          | 5078 – 5079             |
| Iransk kalender      | 1355 – 1356             |
| Islamisk kalender    | 1397 – 1398             |

Regerende dronning i Danmark: Margrethe 2. 1972-2024
Se også 1977 (tal)

## Begivenheder

### Udateret
- En samling af arbejder af J.R.R. Tolkien, The Silmarillion, udgives efter hans død af hans søn Christopher Tolkien.
- 2060 Chiron, Den første af de ydre asteroider i solsystemet kendt under navnet Kentauerne opdages af Charles T. Kowal

### Januar
- 7. januar – I Tjekkoslovakiet bliver forfatteren Vaclav Havel arresteret og fængslet for at stå bag Charta 77.
- 17. januar – For første gang i over 10 år eksekveres en dødsdom i USA, da dobbeltmorderen Gary Gilmore bliver skudt i statsfængslet i Utah.
- 17. januar – Forretningskæden Frellsens Kaffe beslutter at lukke sine 100 forretninger over hele landet som konsekvens af de stærkt stigende kaffepriser.
- 18. januar – Videnskabsmænd identificerer en tidligere ukendt bakterie som årsag til legionærsyge.
- 18. januar – I Australien sker landets værste jernbanekatastrofe i Granville nær Sydney. 83 mennesker omkommer.
- 20. januar – Jimmy Carter efterfølger Gerald Ford som USA's præsident.
- 21. januar – Præsident Jimmy Carter benåder militærnægtere fra Vietnamkrigen

### Februar
- 11. februar – En 20,2 kilo tung hummer fanges ved Nova Scotia.
- 15. februar Folketingsvalg i Danmark

### Marts
- 5. marts - flere tusinde mennesker i Bukarest omkommer som følge af et jordskælv af styrken 7,2 på Richterskalaen
- 9. marts - Præsident Carter ophæver forbud mod, at amerikanske borgere rejser til Cuba, Vietnam og Nordkorea
- 10. marts - Uranus' ringe opdages
- 16. marts - skoleelever, anført af LOE, demonstrerer i København og mange andre byer for flere timer til valgfag i folkeskolen
- 27. marts – En kollision mellem KLM og PanAm Boeing 747 på Tenerife dræber 583

### April
- 7. april - den vesttyske rigsadvokat Siegfried Buback og dennes chauffør skydes ned i sin bil af to medlemmer af Rote Arme Fraktion, mens bilen holder for rødt lys
- 13. april - nær Tissø i Vestsjælland finder en landmand et tungt guldhalsbånd (ca. 2 kg) fra vikingetiden

### Maj
- 23. maj – Videnskabsmænd bruger en laboratoriefremstillet bakterie til at fremstille insulin

### Juni
- 5. juni - Elizabeth 2. fejrer 25 år på tronen
- 5. juni - den første personlige computer, Apple II, kommer på gaden, designet af Steve Wozniak og Steve Jobs, baseret på 6502 microprocessoren. Apple I var ikke en fuldstændig computer, men snarere et motherboard
- 5. juni - øgruppen Seychellerne bliver en uafhængig stat og fejrer nationaldag denne dato
- 6. juni - det afsløres, at Forsvarets Efterretningstjeneste ulovligt har oprettet et register over 60.000 venstreorienterede
- 11. juni - Hollandske marinesoldater stormer et jernbanetog, som blev kapret af molukkanske terrorister den 23. maj. To gidsler og 6 terrorister omkommer. 49 gidsler befries
- 15. juni - for første gang siden 1936 afholdes frie valg i Spanien
- 20. juni – USA's højesteret bekendtgør, at de enkelte stater ikke er forpligtede til at anvende Medicaid til at finansiere fremprovokerede aborter
- 20. juni - efter 141 dages konflikt udkommer Berlingske Tidende og BT igen

### Juli
- 5. juli - Ved et ublodigt kup overtager general Muhammad Zia-ul-Haq magten i Pakistan og afsætter Zulfiqar Ali Bhutto
- 13. juli – Strømmen forsvinder fra New York, New York i mere end 25 timer med plyndring og uorden til følge
- 22. juli – Den detroniserede kinesiske leder Deng Xiaoping kommer tilbage til magten, da "firebanden" udstødes af det kommunistiske parti
- 29. juli – Jürgen Ponto, direktør for Dresdner Bank og rådriver for forbundskansler Helmut Schmidt, bliver skudt af terrorister. Begivenheden indleder Det tyske efterår

### August
- 4. august – bombemanden fra Gladsaxe slår til for første gang og sprænger en telefonboks på Magle Torv i Søborg i luften. Hans terrorregime kommer til at vare i næsten 10 måneder, hvor han sprænger i alt 9 bomber i omegnen af København
- 12. august - Rumfærgen Enterprise foretager sin første prøveflyvning og testlanding efter at være opsendt på ryggen af en jumbojet
- 18. august - Steve Biko arresteres i Sydafrika. Han dør nogle dage senere af skader påført under hans arrestation, og han bliver et symbol for kampen mod apartheid
- 20. august - Voyager 2 rumsonden opsendes

### September
- 5. september – formanden for den tyske arbejdsgiverforening, Hans Martin Schleyer, bliver kidnappet af Rote Armee Fraktion. Terrororganisationen kræver, at deres kammerater i Stammheimfængslet bliver frigivet
- 5. september - Voyager 1 opsendes
- 7. september – Traktaten om Panamakanalen underskrives.
- 11. september – Den sidste "vilde" epidemi af kopper rapporteres i Somalia.
- 12. september – Steve Biko bliver gennemtævet i sin fængselscelle og han dør af sine kvæstelser
- 20. september - Vietnam optages i FN.
- 21. september – Traktat til forhindring af spredning af atomvåben underskrives af 15 lande, inklusive USA og USSR

### Oktober
- 11. oktober - Fristaten Trieste opløses officielt, reelt opdelt mellem nabostater i 1954
- 13. oktober - fire medlemmer af den palæstinensiske terrororganisation, PFLP, kaprer et Lufthansafly og kræver fangerne i Stammheim frigivet
- 17. oktober - et kapret Lufthansa-fly i Mogadiscio i Somalia befries af tyske specialtropper
- 18. oktober - det tyske antiterrorkorps stormer det kaprede fly i Mogadishu lufthavn og dræber terroristerne. Passagerer og besætningsmedlemmer slipper uden skader
- 18. oktober - tre af fangerne i Stammheimfængslet, Andreas Baarder, Gudrun Enslin og Jan-Carl Raspe begår selvmord. De var alle med i kernen af Rote Armee Fraktion.
- 18. oktober - Hans Martin Schleyer findes dræbt i bagagerummet på en bil i en by i Nordfrankrig. Hermed afsluttes Det tyske efterår
- 19. oktober - den vesttyske arbejdsgiverformand Hanns Martin Schleyer findes dræbt ved nakkeskud i bagagerum på bil efter 45 døgns fangenskab hos Rote Arme Fraktion
- 27. oktober - FN's generalforsamling kritiserer Israel for at oprette bosættelser i de besatte arabiske områder
- 29. oktober - DBU indfører professionel fodbold i Danmark

### November
- 11. november - den 18 årige Johnny Jensen bliver skudt ned på diskoteket Daddy's Dance Hall i indre København. Mordet betragtes som det første rockermord i danmarkshistorien
- 11. november - bombe fra Bombemanden fra Gladsaxe findes i en sandkasse på Enghavegård skole i Gladsaxe
- 18. november - Egyptens præsident Anwar Sadat besøger som den første egyptiske leder Israel og taler i Knesset
- 20. november - Med hydroplanet Spirit of Australia sætter Kenneth Peter Warby hastighedsrekord til søs, da han på Blowering Dam Lake i Australien når op på 300 knob (555 km/t). Den officielle verdensrekord lyder dog kun på 275,8 knob (511,11 km/t) og er sat samme sted den 8. oktober 1978 - også af Warby
- 29. november - 35 anholdes, da politiet foretager en razzia efter narko i Christiania

### December
- 4. december - gidslet Terry Anderson løslades efter 2.454 dages fangenskab i Libanon af Hizbollah
- 4. december - Præsidenten i Centralafrikanske Republik, Jean-Bédel Bokassa, kroner sig selv til kejser i en ceremoni, som menes at koste mere end $100 million, og omdøber landet til "Centralafrikanske Kejserdømme". Han bliver afsat to år senere
- 25. december - Israels premierminister Menachem Begin møder i Cairo Egyptens præsident Anwar Sadat
- 31. december - efter 81 år må forlystelsesetablissementet Lorry på Frederiksberg i København lukke på grund af økonomiske problemer

## Født

### Januar
- 1. januar – Hasan Salihamidžić, bosnisk fodboldspiller.
- 13. januar – Orlando Bloom, engelsk skuespiller.
- 22. januar – Hidetoshi Nakata, japansk fodboldspiller.
- 28. januar – Takuma Sato, japansk racerkører.

### Februar
- 2. februar – Shakira, colombiansk sangerinde.
- 3. februar – Daddy Yankee, rapper.
- 4. februar – Gavin DeGraw, amerikansk musiker.
- 8. februar – Dave Farrell, amerikansk bassist i Linkin Park.
- 11. februar – Mike Shinoda, amerikansk rapper og pianist i Linkin Park.
- 18. februar – Ike Barinholtz, amerikansk skuespiller.
- 19. februar – Gianluca Zambrotta, italiensk fodboldspiller.
- 26. februar – Shane Williams, walisisk rugbyspiller.

### Marts
- 2. marts – Chris Martin, engelsk forsanger i Coldplay.
- 3. marts – Ronan Keating, irsk popsanger.
- 8. marts – James Van Der Beek, amerikansk skuespiller.
- 10. marts – Bree Turner, amerikansk skuespillerinde.
- 14. marts – Ida Corr, dansk sangerinde.
- 15. marts – Joe Hahn, amerikansk dj i Linkin Park.
- 18. marts – Zdeno Chára, slovakisk ishockeyspiller.
- 19. marts – Robert Lindstedt, svensk tennisspiller.
- 24. marts – Jessica Chastain, amerikansk skuespillerinde.

### April
- 2. april – Michael Fassbender, tysk skuespiller
- 2. april – Nicki Pedersen, dansk speedwaykører.
- 5. april – Daniel Majstorović, serbisk-svensk fodboldspiller.
- 6. april – Ditte Ylva Olsen, dansk skuespillerinde.
- 9. april – Gerard Way, amerikansk sanger.
- 14. april – Sarah Michelle Gellar, amerikansk skuespiller.
- 17. april – Frederik Magle, dansk komponist og organist.
- 21. april – Hanne Højgaard Viemose, dansk forfatter.
- 22. april – Mark van Bommel, hollandsk fodboldspiller.
- 23. april – John Oliver, engelsk komiker.
- 24. april – Rebecca Mader, engelsk skuespillerinde.
- 26. april – Jason Earles, amerikansk skuespiller.

### Maj
- 13. maj – Samantha Morton, engelsk skuespillerinde.
- 16. maj – Emilíana Torrini, islandsk sangerinde.
- 26. maj – Luca Toni, italiensk fodboldspiller.
- 29. maj – Lene Beier, dansk tv-vært.
- 29. maj – Ida Wohlert, dansk journalist.
- 31. maj – Joachim B. Olsen, dansk kuglestøder og politiker.

### Juni
- 8. juni – Kanye West, amerikansk sanger.
- 18. juni – Kaja Kallas, estisk politiker.

### Juli
- 1. juli – Liv Tyler, amerikansk skuespillerinde.
- 6. juli – Audrey Fleurot, fransk skuespillerinde.
- 8. juli – Milo Ventimiglia, amerikansk skuespiller.
- 10. juli – Chiwetel Ejiofor, engelsk skuespiller.
- 14. juli – Kronprinsesse Victoria af Sverige.
- 17. juli - Paul Heckingbottom, engelsk fodboldspiller.
- 24. juli – Jonathan Rhys Meyers, irsk skuespiller.
- 30. juli – Tracey Packham, sanger i popgruppen A Touch of Class.

### August
- 3. august – Tom Brady, amerikansk fodboldspiller.
- 12. august – Rune Rask, dansk musikproducer.
- 12. august – Jesper Grønkjær, dansk fodboldspiller.
- 17. august – Tarja Turunen, finsk sangerinde.
- 24. august - John Green, amerikansk forfatter og videoblogger.

### September
- 6. september – Katalin Novák, ungarsk præsident.
- 11. september – Ludacris, amerikansk sanger.
- 15. september – Tom Hardy, engelsk skuespiller.
- 18. september – Kieran West, engelsk roer.
- 20. september – Namie Amuro, japansk sangerinde.
- 25. september – Joel David Moore, amerikansk skuespiller.
- 30. september – Roy Carroll, nordirsk fodboldspiller.

### Oktober
- 14. oktober – Tina Dickow, dansk sangerinde og sangskriver.
- 16. oktober – John Mayer, amerikansk musiker og sangskriver.
- 19. oktober – Raúl Tamudo, spansk fodboldspiller.
- 25. oktober – Mads Holger, dansk forfatter, politiker, radiovært og skribent (død 2016).
- 26. oktober – Louise Schack Elholm, dansk politiker.

### November
- 15. november – Sean Murray, amerikansk skuespiller.
- 16. november – Vicki Berlin, dansk skuespillerinde.
- 19. november – Mette Frederiksen, dansk politiker.
- 24. november – Colin Hanks, amerikansk skuespiller.

### December
- 1. december – Brad Delson, amerikansk guitarist i Linkin Park.
- 2. december – David Owe, dansk skuespiller og stuntman.
- 7. december – Luke Donald, engelsk golfspiller.
- 20. december – Sonja Aldén, svensk sangerinde.
- 21. december – Emmanuel Macron, fransk præsident.
- 25. december – Mia Wagner, dansk forretningskvinde og politiker.
- 31. december – Donald Trump Jr., amerikansk forretningsmand.

## Dødsfald

### Januar
- 2. januar – Erroll Garner, amerikansk jazzpianist (født 1921).
- 4. januar – Margaretha af Sverige, svensk/dansk prinsesse (født 1899).
- 4. januar – Arne-Ole David, dansk skuespiller og instruktør (født 1894).
- 9. januar – Aksel Haldrup, dansk maler (født 1890).
- 12. januar – Henri-Georges Clouzot, fransk filminstruktør (født 1907).
- 13. januar – Henri Langlois, fransk filmhistoriker og -arkivar (født 1924).
- 14. januar – Anaïs Nin, fransk forfatter (født 1903).
- 14. januar – Anthony Eden, engelsk premierminister (født 1897).
- 16. januar – Leif Panduro, dansk forfatter (født 1923).
- 29. januar – Freddie Prinze, amerikansk skuespiller og komiker (født 1954).

### Februar
- 2. februar – Sylvia Schierbeck, dansk operasanger og sangpædagog (født 1896).
- 2. februar – Harald Petersen, dansk jurist (født 1895).
- 11. februar – Louis Beel, hollandsk premierminister (1946-1948, 1958-1959) (født 1902).
- 11. februar – Ivar Vind, dansk atlet, kammerherre, idrætsleder og hofjærgermester (født 1921).
- 11. februar – Jeppe Ørskov, dansk bakteriolog (født 1892).
- 27. februar – Berthe Bovy, belgisk skuespillerinde (født 1887).

### Marts
- 12. marts – Thøger Olesen, dansk forfatter og sangskriver (født 1923).
- 21. marts – Alex Garff, dansk forfatter, oversætter og lektor (født 1904).
- 26. marts – Tove Bang, dansk skuespillerinde (født 1904).

### April
- 8. april – Oskar Gyldmark, dansk komponist (født 1893).
- 10. april – John Mogensen, dansk musiker (født 1928).
- 11. april – Jacques Prévert, fransk digter og manuskriptforfatter (født 1900).
- 24. april – Ole Monty, dansk skuespiller (født 1908).

### Maj
- 5. maj – Ludwig Erhard, tysk kansler (1963-1966) (født 1897).
- 10. maj – Joan Crawford, amerikansk skuespillerinde (født 1905).
- 12. maj – Lau Lauritzen jun., dansk skuespiller og filminstruktør (født 1910).
- 22. maj – J. Th. Arnfred, dansk ingeniør og højskoleforstander (født 1882).

### Juni
- 3. juni – Archibald Vivian Hill, engelsk fysiolog og nobelprismodtager (født 1886).
- 3. juni – Roberto Rossellini, italiensk filminstruktør (født 1906).
- 4. juni – Svend Methling, dansk skuespiller (født 1891).
- 9. juni – Ernst Priemé, dansk chefredaktør (født 1902).
- 13. juni – Matthew Garber, engelsk skuespiller (født 1956).
- 16. juni – Wernher von Braun, tysk-amerikansk raketforsker og rumfartspioner (født 1912).
- 19. juni – Olave Baden-Powell, engelsk spejderleder (født 1889).
- 24. juni – Guri Schade, dansk forfatter og journalist (født 1911).

### Juli
- 2. juli – Vladimir Nabokov, russisk/amerikansk forfatter (født 1899).
- 4. juli – Frank Jæger, dansk forfatter (født 1926).
- 9. juli – Povl Christensen, dansk maler og grafiker (født 1909).
- 13. juli – Carl Gustaf von Rosen, svensk flypioner (født 1909).

### August
- 16. august – Elvis Presley, amerikansk sanger og skuespiller (The King of Rock 'n' roll) (født 1935).
- 19. august – Groucho Marx, amerikansk skuespiller og entertainer (født 1890).
- 26. august – H. A. Rey, tysk-amerikansk illustrator og børnebogsforfatter (født 1898).
- 29. august – Jean Hagen, amerikansk skuespiller (født 1923).

### September
- 8. september – Zero Mostel, amerikansk teater- og filmskuespiller (født 1915).
- 12. september – Stephen Biko, sydafrikanske aktivist (født 1946).
- 13. september – Kai Rosenberg, dansk komponist og kapelmester (født 1898).
- 16. september – Maria Callas, græsk operasanger (født 1923).
- 16. september – Marc Bolan, engelsk sanger, musiker og digter (født 1947).
- 17. september – L.A. Duus Hansen, dansk ingeniør (født 1901).

### Oktober
- 14. oktober – Bing Crosby, amerikansk sanger og skuespiller (født 1903).
- 18. oktober – Andreas Baader, Gudrun Ensslin og Jan-Carl Raspe, tyske terrorister fra Rote Armee Fraktion (født henholdsvis 1943, 1940 og 1944).
- 20. oktober – Ronnie Van Zant, amerikansk sanger (født 1948).
- 25. oktober – Johan Thomas Skovgaard, dansk maler (født 1888).
- 27. oktober – James M. Cain, amerikansk forfatter (født 1892).
- 28. oktober – Kaj Birket-Smith, dansk polarforsker (født 1893).

### November
- 5. november – René Goscinny, fransk tegneseriesforfatter (født 1926).
- 17. november – Poul Due Jensen, dansk ingeniør, fabrikant og grundlægger (født 1912).

### December
- 2. december – Knud Jespersen, dansk politiker (født 1926).
- 8. december – Alma Seidler, østrigsk skuespiller (født 1899).
- 8. december – Karen Brunés, dansk forfatter (født 1893).
- 10. december – Erik Fiehn, dansk komponist og kortfilminstruktør (født 1907).
- 22. december – Kai Julian, dansk kapelmester (født 1893).
- 22. december – Johannes Pedersen, dansk forfatter, orientalist og professor (født 1883).
- 22. december – Harald Nielsen, dansk sølvtegner (født 1892).
- 25. december – Charlie Chaplin, britisk-amerikansk skuespiller (født 1889).
- 26. december – Howard Hawks, amerikansk filminstruktør (født 1896).

## Sport
- 9. januar – Super Bowl XI Oakland Raiders (32) besejrer Minnesota Vikings (14)
- 14. maj - den professionelle engelske fodboldspiller Bobby Moore spiller afskedskamp efter mere end 1000 kampe for West Ham United, Fulham F.C. og det engelske landshold
- 2. juni – Jørgen Hansen vinder europamesterskabet i weltervægt, da han knockouter den italienske mester Marco Scano i 5. omgang i Randers Hallen
- 6. august – Efter to måneder som europamester taber Jørgen Hansen EM-titlen i weltervægt, da han i Berlin i sit første titelforsvar bliver diskvalificeret mod tyskeren Jörg Eipel
- 5. oktober - I Malmø taber det danske fodboldlandshold 1-0 til Sverige
- 28. oktober - Carlsberg Bryggerierne underskriver en kontrakt med DBU om at give to millioner kr. til dansk fodbold. En million skulle gå til landsholdet, mens den sidste skulle gå til klubfodbolden
- Baseball – New York Yankees besejrer Los Angeles Dodgers i World Series.
- Fodbold – Allan Simonsen bliver kåret som Europas bedste fodboldspiller
- Ryder Cup, golf – USA 12½-Storbritannien og Irland 7½
- OB – bliver dansk mester i fodbold.
- Vejle Boldklub bliver vinder af DBU's landspokalturnering i fodbold

## Nobelprisen
- Fysik – Philip Warren Anderson, Sir Nevill Francis Mott, John Hasbrouck van Vleck.
- Kemi – Ilya Prigogine.
- Medicin – Roger Guillemin, Andrew V Schally, Rosalyn Yalow.
- Litteratur – Vicente Aleixandre.
- Fred – Amnesty International.
- Økonomi – Bertil Ohlin, James Meade.

## Film
- Science fiction sagaen, Star Wars, senere kaldt Star Wars: Episode IV – [Et nyt håb], vises for første gang i biografen, og indbringer George Lucas og LucasArts et imponerende beløb på 461 millioner $.
- John Travolta viser disco dansetrin i Saturday Night Fever.
- Under uddelingen af Oscars modtager Peter Finch, Faye Dunaway og Beatrice Straight henholdsvis statuetten for bedste skuespiller, bedste skuespillerinde og bedste præstation i birollekategorien.
- Rocky opnår en oscarstatue for bedste film og i Alle præsidentens mænd opnår Jason Robards en oscar for bedste birollepræstation. Filmen opnår endvidere prisen for bedste instruktion, som går til George Jenkins og George Gaines.
- Hærværk, dansk film.

## Musik

### Danske udgivelser
- Shu-bi-dua udsender Lp'en Shu-bi-dua 4, der er blevet en af danmarkshistoriens bedst sælgende album.
- Rockbandet Kliché dannes og begynder at indspille deres første album Supertanker.

### Internationale udgivelser
- ABBA: The Album
- Elvis Presley: Moody Blue
- Elvis Costello: My aim is true
- Sex Pistols: Never Mind the Bollocks, Here's the Sex Pistols
- Ramones: Leave home og Rocket to Russia.
- Eric Clapton: Slowhand

### Andet
- den svenske musikgruppe ABBA overgår Beatles som gruppen med flest solgte plader.

- 4. februar – Fleetwood Mac's album Rumours udgives. Det opnår en førsteplads og bliver en af de mest sælgende album. Det bevarer pladsen som det bedst sælgende album indtil 30. november 1982, hvor Michael Jackson's Thriller overgår det
- 7. maj – I London, England afholdes Eurovision Song Contest. Frankrig vinder konkurrencen med sangen "L'oiseau et l'enfant" af Marie Myriam.
- 27. maj – Sex Pistols' single "God Save The Queen" udgives
- 26. juni - Elvis Presleys sidste sceneoptræden inden hans død var på Market Square Arena i Indianapolis
- oktober – Sods spiller Danmarks første punk koncert under en temauge på Rødovre Statsskole.
- 29. oktober – Et fly med Lynyrd Skynyrd som passager styrter i Mississippi. Flere bandmedlemmer inklusive forsangeren Ronnie Van Zant omkommer.